# Rio Varosa
O Varosa é um rio português que nasce na freguesia de Várzea da Serra concelho de Tarouca, desaguando no Rio Douro (margem esquerda), no lugar de Varais, freguesia de Cambres (concelho de Lamego), em frente à cidade do Peso da Régua.
Em vários pontos do seu percurso é possível praticar canoagem ou outros desportos radicais, para além de oferecer as praias fluviais de Almofala (Castro Daire), Mondim da Beira, Ucanha e Várzea da Serra. Entre outras povoações, atravessa S. João de Tarouca e Mondim da Beira.
É famoso pela qualidade do seu peixe (truta e bordalo).

## Afluentes
- Rio Balsemão (margem esquerda)
- Ribeira de Salzedas (margem direita)
- Ribeira de Tarouca (margem esquerda)

## Barragens no Rio Varosa
- Varosa